# آنتونینو پارینلو
آنتونینو پارینلو (ایتالیایی: Antonino Parrinello؛ زادهٔ ۲ اکتبر ۱۹۸۸ ‏(۳۶ سال)) دوچرخه‌سوار اهل ایتالیا است.
از باشگاه‌هایی که در آن رکاب زده‌است می‌توان به اندرونی جوکاتولی–سیدرمک اشاره کرد.